# Ено (покрајина)
Провинција Ено (фр. Province de Hainaut) је једна од пет провинција белгијског региона Валоније. Налази се на југозападу земље. 
Године 2008. провинција је имала 1.300.097 житеља. Становништво говори француски језик. Главни град провинције је Монс, док је највећи Шарлроа. 
На овој територији је у Средњем веку постојало војводство Ено (1071–1794). Неки делови овог војводства данас припадају француском департману Север. 